# Вознесення (Калузька область)
Вознесення (рос. Вознесенье) — село в Таруському районі Калузької області Російської Федерації.
Населення становить 441 особу. Входить до складу муніципального утворення Село Вознесення.

## Історія
Від 2004 року входить до складу муніципального утворення Село Вознесення

## Населення
| 2002 | 2010 |
| ---- | ---- |
| 450  | ↘441 |